# Piloto espacial 3000
«Piloto espacial 3000» (título original: «Space Pilot 3000») es el episodio piloto y el primero de la serie de televisión animada estadounidense Futurama. Se emitió originalmente por la cadena de televisión Fox en Estados Unidos el 28 de marzo de 1999. El episodio se centra en la congelación criogénica del protagonista de la serie, Philip J. Fry, y los acontecimientos cuando despierta 1000 años en el futuro. Se presentan personajes habituales de la serie y se revela el entorno futurista inspirado en una variedad de series clásicas de ciencia ficción, desde Los Supersónicos hasta Star Trek. También prepara el escenario para muchos de los eventos que seguirán en la serie, presagiando puntos de la trama de la tercera y cuarta temporada.
El episodio fue escrito por David X. Cohen y Matt Groening, y dirigido por Rich Moore y Gregg Vanzo. Dick Clark y Leonard Nimoy también aparecen como actores invitados interpretándose a ellos mismos. En general, el episodio recibió buenas reseñas y muchos críticos señalaron que, si bien el episodio comenzó flojo, la serie merecía seguir siendo vista.

## Continuidad
Si bien la trama del episodio es independiente, también establece gran parte de la trama continua de la serie al incluir huevo de Pascua para eventos que no ocurren hasta mucho más tarde: cuando Fry cae en el congelador, la escena muestra una extraña sombra proyectada en la pared detrás de él. Se revela en «The Why of Fry» que la sombra pertenece a Nibbler, quien intencionalmente empuja a Fry al congelador como parte de un plan complejo para salvar la Tierra de Brainspawn en el futuro. El productor ejecutivo David X. Cohen afirma que desde el principio los creadores tenían planes para mostrar una conspiración más grande detrás del viaje de Fry hacia el futuro. En la película Futurama: Bender's Big Score, se revela que la nave espacial que se ve destruyendo la ciudad mientras Fry está congelado es pilotada por Bender y quienes lo persiguen después de que roba el Premio Nobel de la Paz.
Al final del episodio, el profesor Farnsworth ofrece a Fry, Leela y Bender puestos en el equipo de entrega de Planet Express. El profesor saca los chips de carrera de la tripulación anterior de un sobre con la etiqueta «Contenido del estómago de Space Wasp». En un episodio posterior, «The Sting», la tripulación se encuentra con la nave de la tripulación anterior en una colmena espacial. Al discutir esta discontinuidad en el comentario del episodio, el escritor del episodio Patric Verrone afirma que «hicimos del piloto unos mentirosos».
Este episodio muestra una tecnología ficticia que permite que las cabezas preservadas se mantengan vivas en frascos, como en el episodio anterior de Los Simpson, «Bart se hace famoso». En Futurama, esta tecnología hace posible que los personajes interactúen con celebridades del pasado lejano, y los escritores la utilizan para comentar sobre los siglos XX y XXI de manera satírica.

## Producción
En el comentario del DVD, Matt Groening señala que comenzar cualquier serie de televisión es difícil, pero encontró dificultades particulares para comenzar una que tuvo lugar en el futuro debido a la cantidad de configuración requerida. Como compensación, incluyeron muchos huevos de Pascua en el episodio que valdrían la pena en episodios posteriores. Él y Cohen los señalan a lo largo del episodio. La escena en la que Fry emerge de un tubo criónico y tiene su primera vista de Nueva Nueva York fue la primera escena en 3D en la que trabajó el equipo de animación. Se consideró que era un punto definitorio de si la técnica funcionaría o no.
Originalmente, la primera persona que ingresaba al sistema de transporte por tubo neumático declaraba el «Aeropuerto JFK Jr.» como su destino. Después de la muerte de John F. Kennedy, Jr. en el accidente de su avión privado, la línea se ha reducido desde entonces en todas las transmisiones posteriores y el lanzamiento del DVD a «Radio City Mutant Hall» (una referencia a Radio City Music Hall). La versión original se escuchó solo durante la transmisión piloto y la primera repetición unos meses después, aunque la línea original todavía se usa en transmisiones repetidas en el Reino Unido en el canal satelital Sky One. (El DVD de la Región 2 tiene la línea reducida). Según Groening, la inspiración para la cabina de suicidio fue la caricatura del Pato Donald de 1937, Inventos Modernos, en la que Donald se enfrenta a, y casi muere varias veces por, varios dispositivos de botón pulsador en un Museo del Futuro.